# Isoperla ouachita
Isoperla ouachita is een steenvlieg uit de familie Perlodidae. De wetenschappelijke naam van de soort is voor het eerst geldig gepubliceerd in 1973 door Stark & Stewart.